# Sayf al-Dīn Ghāzī I
Sayf al-Dīn Ghāzī I (in arabo سيف الدين غازي‎?; ... – 1149) fu emiro di Mosul dal 1146 al 1149.
Figlio primogenito di ʿImād al-Dīn Zengī, atabeg di Mosul, era il fratello maggiore di Norandino, signore di Aleppo, e giocò un ruolo minore nell'ambito della seconda crociata.

## Biografia

### Origini

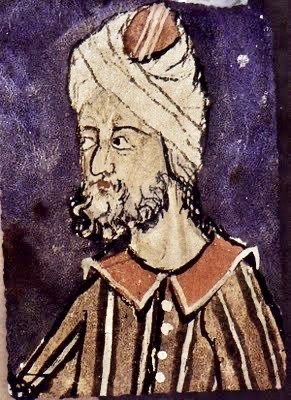
ʿImād al-Dīn Zengī, padre di Norandino

Sayf al-Dīn era imparentato con i turchi Selgiuchidi, in quanto suo nonno paterno era Aq Sunqur al-Hajib. Quest'ultimo ricoprì la carica di Atabeg (governatore) di Aleppo sotto il sultano Malik Shāh I, di cui fu stretto collaboratore e confidente.
Suo padre Zengi, da cui il nome della dinastia degli Zengidi, divenne generale militare e servì vari governatori di Mosul, accompagnandoli nelle loro battaglie. Nel 1126 divenne Atābeg di Baghdad e dell'Iraq, mentre assunse il ruolo di Atābeg di Mosul nell'anno successivo. Da quel momento, egli riuscì ad annettere varie città, tra cui Hama, Amida, Kafartab, Buza'ah (nel nord della Siria), Atarib, Saruj e, a Oriente, alcune città situate lungo il fiume Eufrate. Nel 1144, Zengi si impossessò della città di Edessa, situata lungo la rotta tra Mosul e Aleppo, sottratta ai franchi a seguito di un veloce assedio.

### Assunzione del potere
Sayf al-Dīn era il figlio primogenito dell'atabeg Zengi e di una madre incerta e fratello maggiore di Nūr al-Dīn (divenuto noto nelle fonti occidentali come Norandino). Le fonti storiche non riportano alcuna informazione in merito ai primi anni di vita di Sayf al-Dīn. 
La prima volta in cui viene citato nelle fonti è nel 1146, in occasione della morte del padre. Nell'estate di quell'epoca, con Norandino al seguito, Zengi condusse il suo esercito verso sud, al castello di Qal'at Ja'bar, sulla strada che conduceva dall'Eufrate a Damasco, dove il signore arabo locale rifiutava di riconoscerlo come sovrano. Il 14 settembre, a seguito di un alterco, Zengi fu assassinato - dopo un'abbondante libagione notturna - da un suo schiavo eunuco. La sua improvvisa morte «fu accolta con gioia da tutti i nemici, i quali speravano che le dispute dinastiche, conseguenza frequente della morte dei principi musulmani, avrebbero sfasciato il suo reame». Mentre il cadavere non era ancora stato tumulato, Sayf al-Dīn si precipitò a Mosul per impadronirsi del governo sulla città e su quanto esisteva in Iraq e nella Mesopotamia settentrionale, mentre Norandino, strappato dal dito del cadavere l'anello, simbolo del potere, corse in tutta fretta ad assicurarsi la porzione occidentale delle terre di Zengi, che includeva le ricche città di Edessa e Aleppo. In quest'ultima località si fece proclamare signore dal generale curdo Shīrkūh, entrato da tempo al suo servizio, dopo aver servito il padre. La divisione del regno spinse gli avversari di Zengi ad approfittare del momento di caos, poiché a sud le truppe del governatore di Damasco, Mu'in al-Din Unur, rioccuparono Baalbek e resero propri vassalli i governatori di Homs e Hama; a oriente, il selgiuchide Alp Arslan ibn Mahmud tentò invano di riprendere il potere, mentre gli Ortoqidi di Amida si reinsediarono nelle città sottratte da Zengi; nel centro, Raimondo di Antiochia condusse un'incursione fino sotto le mura di Aleppo, mentre Joscelin II, destituito da Edessa, avviava i preparati per riconquistarla.

### Emiro di Mosul
Sebbene avessero uno scarso affetto reciproco, i due figli più grandi di Zengi furono abbastanza lungimiranti da non litigare. Sayf al-Dīn, completamente impegnato con gli Ortoqidi, spronò Norandino a incontrarsi con lui e, in quel frangente, essi si accordarono per una divisione pacifica dell'eredità. Sayf al-Dīn aveva ereditato le terre più ricche controllate da Zengi, quelle dell'Iraq settentrionale. Il patto stipulato tra i due fratelli prevedeva che in caso di occorrenza, Sayf al-Dīn avrebbe inviato aiuti a Norandino, qualora questi ne avesse avuto bisogno, mentre ognuno di loro rinunciava a qualsiasi rivendicazione territoriale ai danni dell'altro.

#### Seconda crociata
La notizia della caduta di Edessa aveva suscitato grande frustrazione in Europa, poiché il suo possesso veniva ritenuto fondamentale per poter preservare il controllo di Gerusalemme, situata più a sud. Pertanto, temendo la caduta di altri emirati, papa Eugenio III proclamò una nuova crociata, alla quale risposero Luigi VII di Francia e Corrado III di Svevia. Le truppe degli eserciti crociati si mossero via terra nell'estate del 1147 e assieme costituivano una massa d'urto di 70 000 uomini, accettando i dati dei cronisti cristiani, alla quale si aggregarono grandi folle di contadini e poveri. Il viaggio fu lungo e difficoltoso.
Mentre gli europei non erano ancora partiti, la guerra imperversava nel Vicino Oriente e Norandino stava vivendo un periodo difficile. Questa posizione fu aggravata dal suo isolamento, poiché nel 1147 il fratello Sayf al-Dīn non era in grado di fornirgli alcun appoggio concreto, assorbito com'era dagli affari politici che lo coinvolgevano in Iraq. La situazione si sbloccò qualche tempo dopo, quando ormai i crociati avevano raggiunto Acri, l'importante porto cristiano dove si riunì il 24 giugno 1148 un consiglio di guerra per decidere l'obiettivo della crociata. In quell'occasione si votò per attaccare Damasco, ricca metropoli, già capitale califfale omayyade (661-750), le cui carovane collegavano l'Egitto all'Iran. Fu una decisione assolutamente insensata: essa rappresentava sicuramente una preda ambita, «ma, fra tutti gli Stati islamici, soltanto l'emirato buride di Damasco aveva ogni interesse a mantenere rapporti amichevoli con i crociati, poiché riconosceva che il suo principale avversario era Norandino».
Constatata la situazione, il governatore buride di Damasco, Mu'in al-Din Unur, fu costretto ad allacciare rapporti con Norandino, da lui fortemente temuto per via delle forti mire espansionistiche. In soccorso dei Damasceni, costretti a respingere l'assedio crociato iniziato il 24 luglio 1148, giunsero truppe spedite da Sayf al-Dīn e da Norandino, in particolare gli arcieri della Valle della Beqāʿ. L'assedio fu tuttavia revocato prima che i rinforzi giungessero e si vociferò che la repentina ritirata, tra le altre motivazioni, fosse avvenuta perché Mu'in al-Din Unur aveva pagato i crociati affinché se ne andassero. Il suo timore principale restava infatti il pericolo che i figli di Zengi sfruttassero quell'occasione per impadronirsi della tanto agognata metropoli siriana.

### Morte

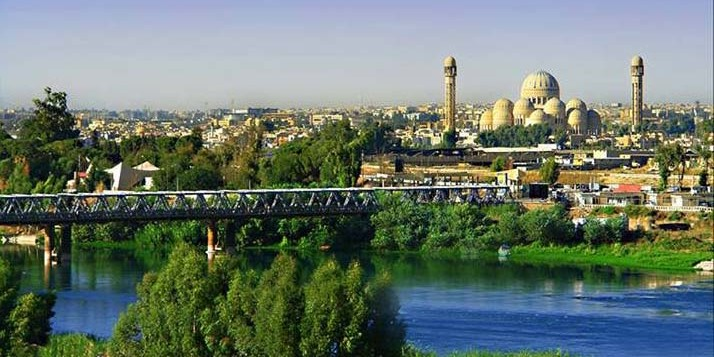
Il ponte vecchio sul fiume Tigri della città di Mosul, oggi compresa nei confini dell'Iraq

A seguito degli eventi relativi a Sayf al-Dīn Ghāzī nella seconda crociata, non si conoscono ulteriori notizie relative alla sua figura. Morì nel 1149 e al suo posto subentrò, col sostegno di Norandino, il fratello Quṭb al-Dīn Mawdūd, il quale ereditò Mosul e l'Iraq, prestando giuramento di fedeltà a Norandino.

### Esplicative
1. ↑  Con tale nome erano indistintamente noti gli europei occidentali che si recavano per partecipare alle crociate in Terra santa.

### Bibliografiche
1. ↑  Murray (2006), p. 1293.
2. ↑  Murray (2006), pp. 1293-1294.
3. 1 2 3 4  Murray (2006), p. 892.
4. 1 2 3  Runciman (2005), p. 481.
5. ↑  Runciman (2005), pp. 481-482.
6. ↑  Runciman (2005), p. 482.
7. ↑  Richard (1999), p. 250.
8. 1 2  Runciman (2005), p. 483.
9. 1 2 3  Runciman (2005), p. 485.
10. ↑  Runciman (2005), p. 490.
11. 1 2  Richard (1999), p. 259.
12. 1 2  Runciman (2005), p. 557.
13. ↑  Runciman (2005), p. 516.
14. ↑  Runciman (2005), pp. 516-517.
15. ↑  Richard (1999), p. 269.
16. 1 2  Richard (1999), p. 270.
17. ↑  Runciman (2005), p. 566.